# Isoetes durieui
Isoetes durieui es una especie de licopodio perteneciente a la familia de las isoetáceas.

## Descripción
Isoetes durieui es un vegetal perenne con tallo subterráneo corto, grueso, no ramificado, rodeado con apéndices duros (filopodios) negros, brillantes, con dos dientes laterales cortos y uno central más o menos tan largo como ellos. Hojas numerosas formando una roseta, sentadas. estrechamente linear-lanceoladas, rígidas, de 8-15 (-20) cm de longitud erectas o recurvadas, con margen membranoso transparente y de hasta 5 mm de altura en la base, con filopodios basales córneos, y una escama (lígula) ovada u ovado-lanceolada por encima del esporangio. Heterospórea, con esporangios situados en la base de las hojas y cubiertos por una membrana (velo); los femeninos en las hojas externas; los masculinos en las internas. Esporas femeninas (macrosporas) gruesas, de 0,7-0,85 mm, reticuladas.

## Distribución y hábitat
Mediterráneo Occidental. Habita en pastizales temporalmente encharcados sobre suelos ácidos. bordes de charcas y arroyos. Declarada vulnerable en Andalucía. Esporula en primavera.